# Хайдт, Джонатан
Джонатан Дэвид Хайдт (англ. Jonathan David Haidt, род. 19 октября 1963, Нью-Йорк, Нью-Йорк) — американский социальный психолог. Специализируется на морали и моральных эмоциях. Хайдт является автором двух книг: Гипотеза счастья: поиск современной истины в древней мудрости (2004) и The Righteous Mind: Why Good People are Divided by Politics and Religion (2006), ставшего бестселлером по версии New York Times. Журнал Prospect включил его в список глобальных мыслителей. Три раза выступал на конференции TED.

## Биография
Хайдт родился в Нью-Йорке и вырос в Скарсдейле. Получил степень бакалавра по философии в Йельском университете в 1985 году, и докторскую степень в Пенсильванском университете в 1992 году. Затем он изучал культурную психологию в Чикагском университете. Во время своего постдокторского назначения он выиграл грант Фулбрайта на три месяца исследований в Ориссe, Индия. В 1995 году он получил должность ассистента профессора в Виргинском университете, где он работал до 2011 года.
В 1999 году Хайдт был вовлечён в область Позитивной психологии, изучающей позитивные моральные эмоции. Эти исследования привели к публикации Florishing в 2003 году, а затем и The Happiness Hypothesis в 2006. В 2004 году он начал применять моральную психологию к изучению политики, проводя исследования психологических основ идеологии. Эта работа привела к публикации The Righteous Mind в 2012 году.

## Книги
- «Стакан всегда наполовину полон! 10 великих идей о том, как стать счастливым
- «Гипотеза счастья: поиск современной истины в древней мудрости
- «Тревожное поколение: Как великая перенастройка детства вызывает эпидемию психических заболеваний», 2024[4]